# Kerrod Walters
Pas d'image ? Cliquez ici

a Compétitions nationales et continentales officielles uniquement.

b Matchs officiels uniquement.
Kerrod Walters, né le 20 octobre 1967 à Rockhampton, est un ancien joueur de rugby à XIII australien évoluant au poste de pilier dans les années 1980 et 1990. Au cours de sa carrière, il a été international australien participant la Coupe du monde 1989-1992 et a été sélectionné aux Queensland Maroons pour le State of Origin dans les années 1990. En club, il effectue la majorité de sa carrière aux Brisbane Broncos entre 1988 et 1996 avant de partir aux Adelaide Rams, en 1999 il s'exile en Angleterre aux Gateshead Thunder pour une année avant de disputer un ultime match sous le maillot des Broncos en 2000.